# Керкуан
Керкуа́н — крупный карфагенский город, который стоял на выступающей в море скале у мыса Бон. Исторические свидетельства о нём немногочисленны. Во время Первой Пунической войны город был разрушен Регулом и в отличие от других центров Карфагена не был восстановлен.
В настоящее время административно находится в округе Келибия вилайета Набуль в Тунисе.
По причине отсутствия на месте города последующих поселений руины Керкуана дают наиболее полную картину градостроительства времён Карфагена. Место его расположения было определено в 1952 году археологами из Франции.
Крупный пунический некрополь в полутора километрах к северо-западу был найден местным жителем несколько ранее, в 1929 году, но своё открытие он держал в секрете. На этом некрополе археологи нашли уникальные саркофаги из дерева.
В 1985 г. ЮНЕСКО объявило развалины Керкуана и его некрополь памятником Всемирного наследия человечества как наиболее полно сохранившееся поселение пунического периода. Предметы, обнаруженные при раскопках Керкуана и некрополя, выставлены в близлежащем археологическом музее, который открылся в 1986 году.

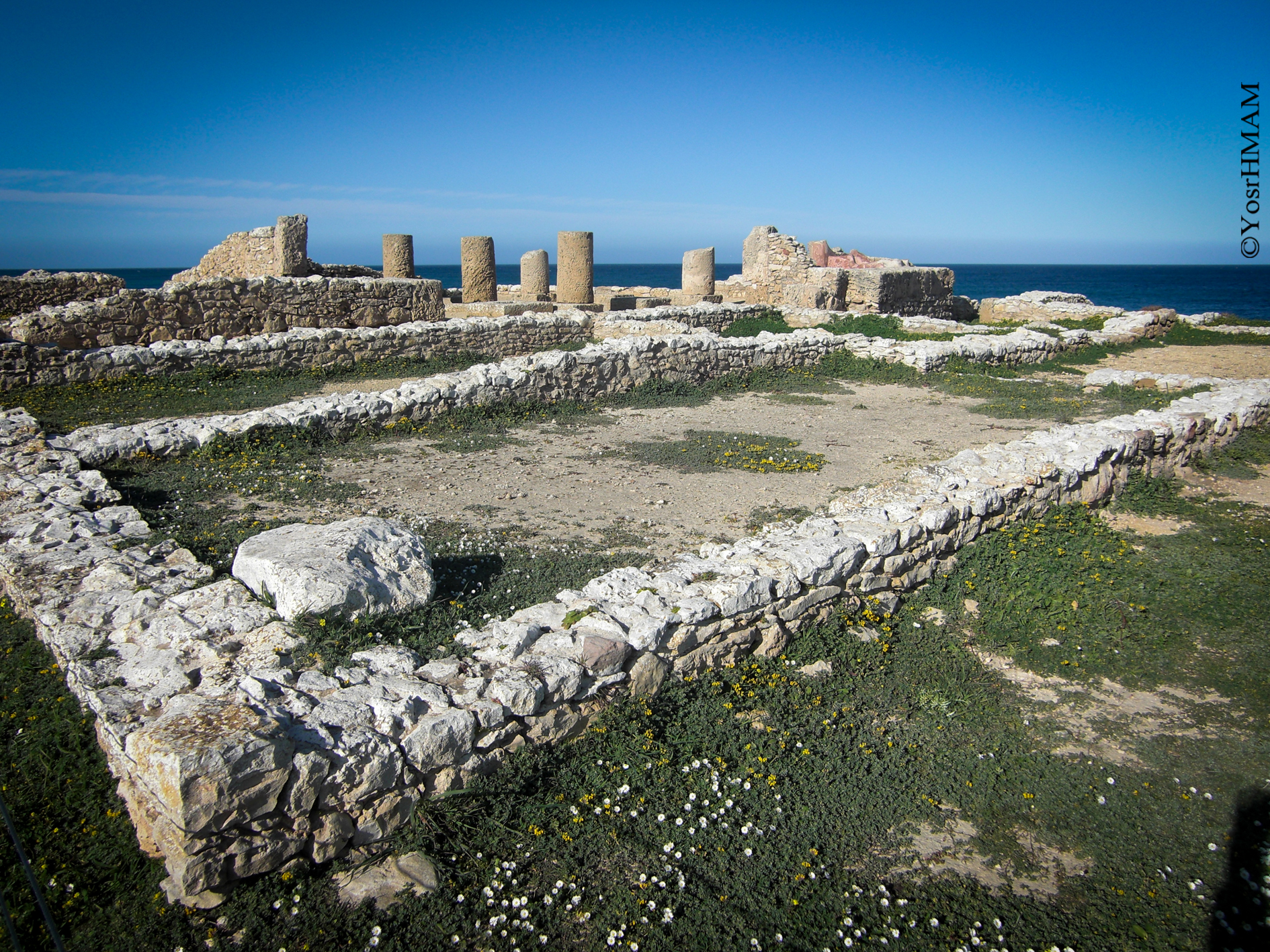
Руины Керкуана